# Ochromelinda marginata
Ochromelinda marginata är en tvåvingeart som beskrevs av Villeneuve 1936. Ochromelinda marginata ingår i släktet Ochromelinda och familjen spyflugor.
Artens utbredningsområde är Kongo. Inga underarter finns listade i Catalogue of Life.